# سکه‌شوگون
سکّه‌شوگون (به ژاپنی: 摂家将軍 せっけしょうぐん)،  در اواسط  دوره کاماکورا، در میان شوگون‌های  شوگون‌سالاری کاماکورا، شوگون‌هایی از خاندان کوجو — یکی از پنج خاندان نایب‌السلطنه (سکّه) — بودند.
اینها عبارتند از چهارمین «شوگون»، کوجو یوریتسونه، که پس از نابودی خاندان میناموتو/خاندان گنجی جانشین این خاندان شد، و پسر بزرگش، شوگون پنجم، کوجو یوریتسوگو که هر دو را «فوجیوارا شوگون» یا «کوگیو شوگون» نیز می نامیدند.